# Jean-Marc Bouju
Pour les articles homonymes, voir Bouju.
Jean-Marc Bouju, né en 1961 aux Sables-d'Olonne, est un photographe français récipiendaire du World Press Photo of the Year.

## Biographie
À quarante-deux ans, il remporte en 2004 le World Press Photo of the Year pour un cliché représentant un prisonnier de guerre irakien.
Bouju est également lauréat du Prix Pulitzer en 1999 (spot news) et en 1995 (Feature photography) conjointement avec Javier Bauluz, Jacqueline Larma et Karsten Thielker.